# Песчанский сельский совет (Купянский район)
Песчанский сельский совет — входит в состав Купянского района Харьковской области Украины.
Административный центр сельского совета находится в селе Песчаное.

## История
- 1923 — дата образования.

## Населённые пункты совета
- село Песчаное
- село Берестовое